# Tamarina
Tamarina es un género de foraminífero bentónico considerado un sinónimo posterior de Elenella de la familia Ivanovellidae, de la superfamilia Parathuramminoidea, del suborden Fusulinina y del orden Fusulinida. Su especie tipo era Tamarina corpulenta. Su rango cronoestratigráfico abarcaba el Devónico medio.

## Discusión
Clasificaciones más recientes incluirían Tamarina en el suborden Parathuramminina, del orden Parathuramminida, de la subclase Afusulinina y de la clase Fusulinata.

## Clasificación
Tamarina incluía a la siguiente especie:
- Tamarina corpulenta †